# Proustia cuneifolia
Proustia cuneifolia  es una especie de planta fanerógama de la familia de las asteráceas. Es originaria de Sudamérica y en Chile se la llama huañil.

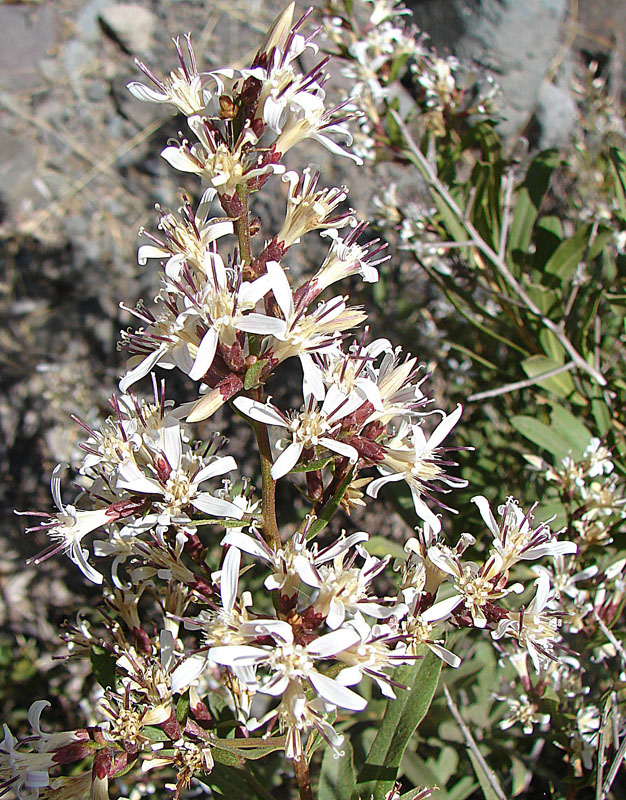
Vista de la planta.

## Descripción
Es un arbusto, caducifolio, glabro que alcanza un tamaño de hasta 3 m de altura. Sus ramas terminan en espinas. Las hojas alternas, pecioladas, con las láminas oblanceoladas a oblongas, con el borde entero o con pocos dientes, el ápice es redondeado o agudo y terminando en un mucrón;  de 6-8 cm de largo. Las inflorescencias  en capítulos terminales o axilares con flores hermafroditas, blanca-liliáceas. El fruto es un aquenio con vilanos blancos.

## Taxonomía
Proustia cuneifolia fue descrita por David Don y publicado en Transactions of the Linnean Society of London 16: 202. 1830.
Etimología
Proustia, nombre genérico otorgado en honor al químico francés del siglo XIX Louis Proust.

cuneifolia, epíteto latino que significa "con hojas cuneadas", debido a la base de las hojas.
Sinonimia
- Proustia angustifolia Wedd.
- Proustia angustifolia var. angustifolia
- Proustia angustifolia var. mollis Kuntze
- Proustia cinerea Phil.
- Proustia mendocina Phil.
- Proustia pungens Poepp. ex Less.
- Proustia pungens var. heterophylla Kuntze
- Proustia pungens var. integrifolia Hook. & Arn.
- Proustia pungens var. pungens
- Proustia pungens var. spinulosa Hook. & Arn.
- Proustia tipia Phil.[3][4]

## Nombres comunes
- En Chile: huañil[1]
- En Perú: waqlinku (Cusco)[5]